# Dietopsa
Dietopsa Strand, 1932 è un genere di ragni appartenente alla famiglia Thomisidae.

## Distribuzione
Le due specie note di questo genere sono state rinvenute in India

## Tassonomia
Non sono stati esaminati esemplari di questo genere dal 1932.
A giugno 2014, si compone di due specie:
- Dietopsa castaneifrons (Simon, 1895) — India
- Dietopsa parnassia (Simon, 1895)[2] — India